# Pandarus carcharhini
Pandarus carcharhini is een eenoogkreeftjessoort uit de familie van de Pandaridae. De wetenschappelijke naam van de soort is voor het eerst geldig gepubliceerd in 1963 door Ho.